# Markt Bibart
Markt Bibart é um município da Alemanha, no distrito de Neustadt (Aisch)-Bad Windsheim, na região administrativa da Média Francónia, estado de Baviera.